# Maria Łobaszewska

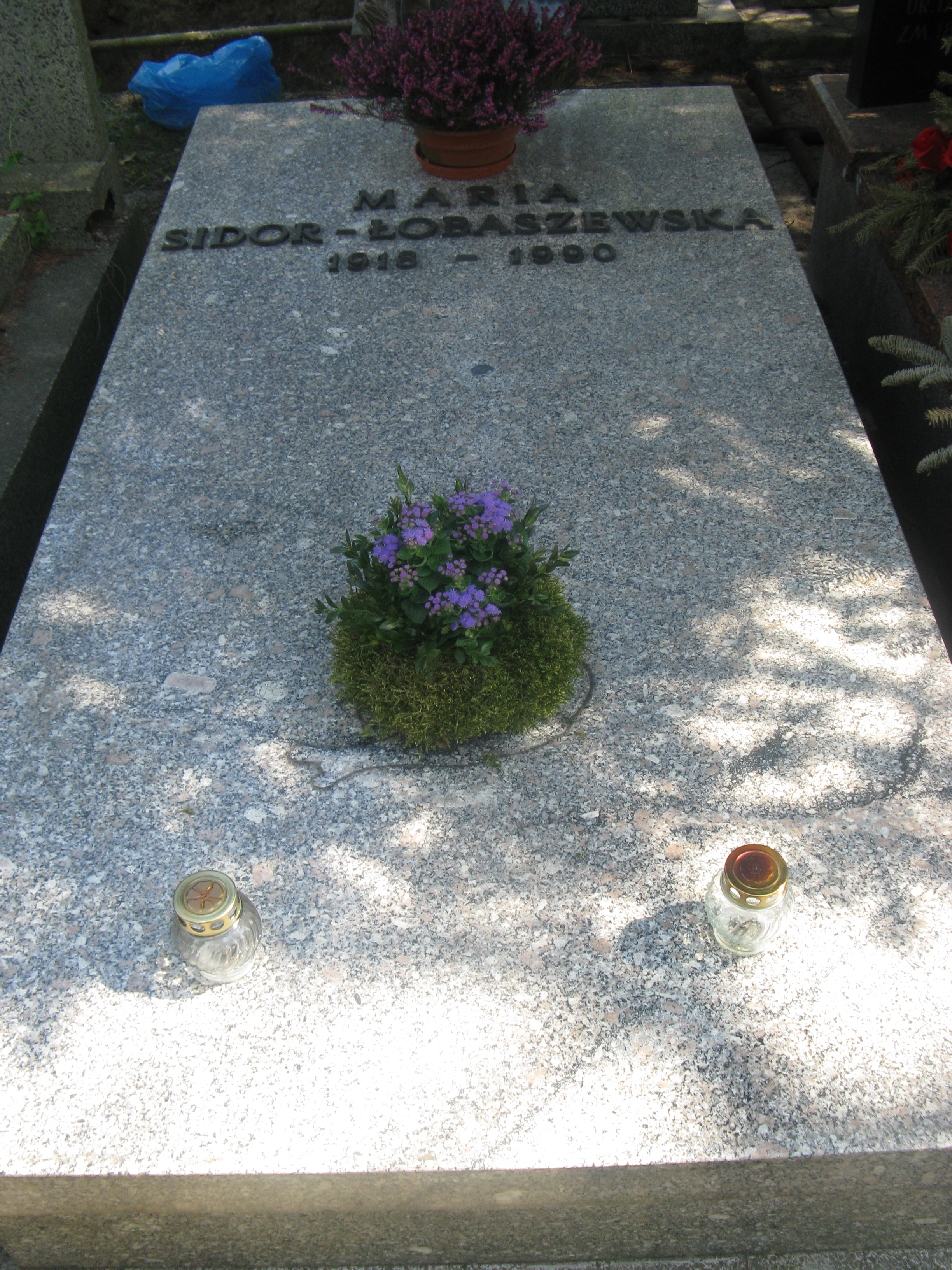
Grób Marii Łobaszewskiej na Cmnetarzu Wojskowym na Powązkach

Maria Łobaszewska (z domu Sidor) pseud. Marysia (ur. 25 marca 1918 w Rudce Starościańskiej w województwie lubelskim, zm. 14 kwietnia 1990 w Warszawie) – działaczka ruchu ludowego, członkini Batalionów Chłopskich, Gwardii Ludowej i Armii Ludowej, funkcjonariuszka w stopniu kapitana w Ministerstwie Bezpieczeństwa Publicznego i Milicji Obywatelskiej.

## Biografia
Córka Antoniego i Natalii Sidor, siostra Kazimierza Sidora, dyplomaty. Na krótko przed wybuchem II wojny światowej była prezesem organizacji ruchu ludowego „Siew” w rodzinnej wsi. Podczas okupacji należała do BCh, w 1943 przeszła do GL i Polskiej Partii Robotniczej. Łączniczka między Dowództwem Głównym AL a dowództwem Obwodu Lubelskiego AL. W 1945 była słuchaczką Centrum Wyszkolenia MBP w Łodzi i referentką Wojewódzkiego Urzędu Bezpieczeństwa Publicznego w Lublinie, a następnie w Gdańsku. 1 czerwca 1948 została zastępcą naczelnika Wydziału Personalnego WUBP w Gdańsku, 1 lutego 1951 zastępcą naczelnika Wydziału Finansowego WUBP w Gdańsku, a 1 lipca 1951 – naczelnikiem Wydziału Ogólnego WUBP w Gdańsku. W 1954 przeszła do Komendy Stołecznej MO, gdzie była m.in. zastępcą naczelnika Wydziału Paszportów i Dowodów Osobistych.
Od 1950 żona funkcjonariusza aparatu bezpieczeństwa Jana Łobaszewskiego. Pochowana na cmentarzu Powązki Wojskowe w Warszawie (kwatera HII-1-15).

## Odznaczenia
- Order Krzyża Grunwaldu III klasy
- Krzyż Oficerski Orderu Odrodzenia Polski (1970)
- Krzyż Partyzancki
- Srebrny Krzyż Zasługi (dwukrotnie)
- Medal Zwycięstwa i Wolności
- Odznaka „10 lat w Służbie Narodu”

i inne

## Awanse
- kapitan - po wojnie